# Priretxni (Adiguèsia)
|  | Per a altres significats, vegeu «Priretxni». |

Priretxni - Приречный (rus) és un possiólok de la República d'Adiguèsia, a Rússia. Es troba a 9 km al nord-oest de Tulski i a 4 km al sud de Maikop.
Pertany al municipi de Krasnooktiabrski.